# Radegund von Wellenburg
Radegund von Wellenburg (* in Wulfertshausen bei Friedberg; † um 1290 oder 1340 in Augsburg), auch: selige Radiana oder Radegundis war eine Viehmagd auf Schloss Wellenburg bei Augsburg.
Radegundis gilt – neben Simpert und Wolfgang von Regensburg – als eine der drei bayerischen „Wolfsheiligen“. Der katholische Gedenktag der hl. Radiana/Radegundis ist der 18. Juli.

## Radegundislegende

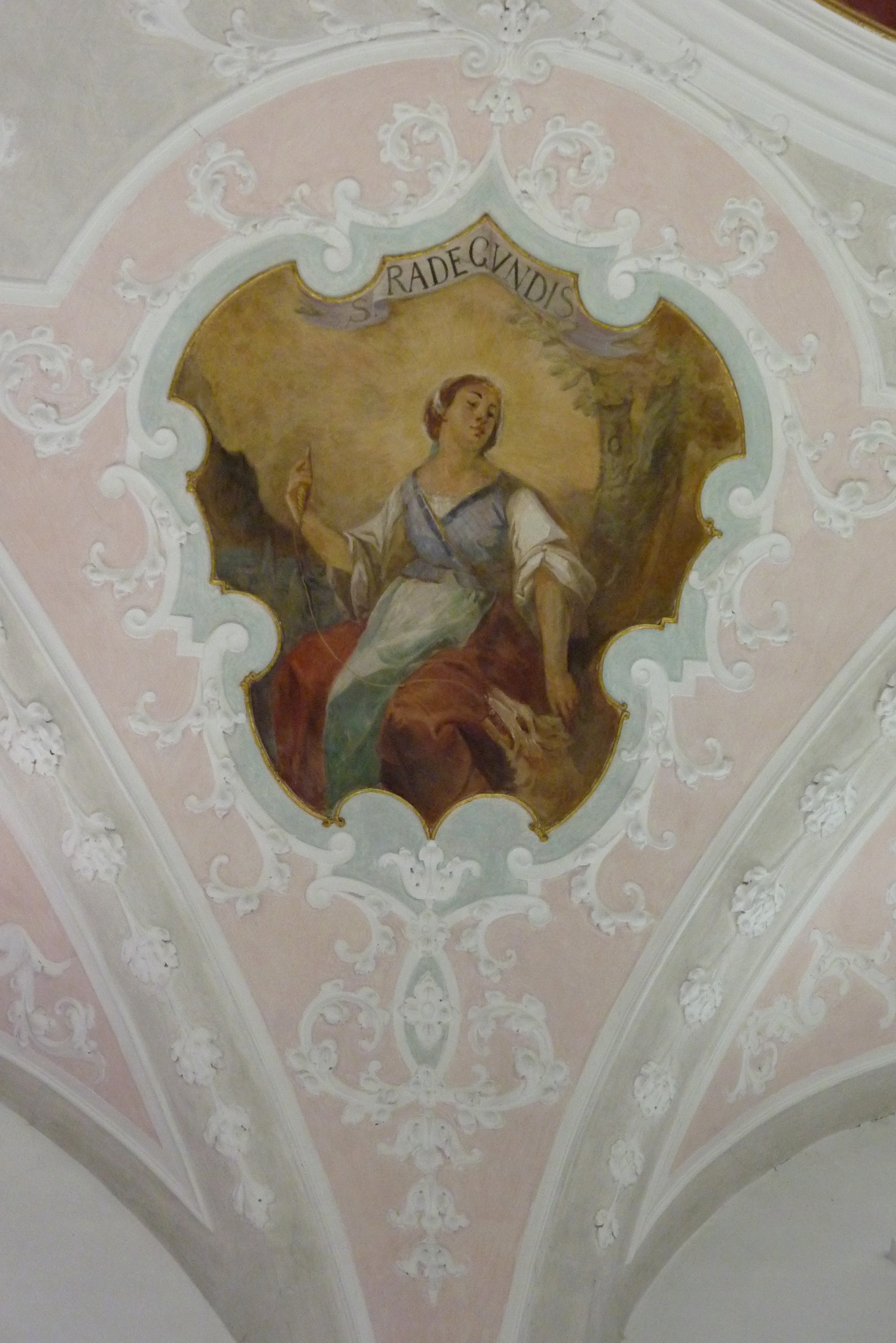
Fresko mit der Darstellung der Heiligen in der Kirche St. Martin in Zusamaltheim

Radegundis pflegte der Legende nach Arme und Kranke im nahen Siechenkobel; eines Tages soll sie auf dem Heimweg von Wölfen angefallen und schwer verletzt worden sein. Drei Tage später verstarb sie auf Schloss Wellenburg. Da Pferde den Transport des Leichenwagens nach Augsburg verweigerten, wurden ungezähmte Ochsen vorgespannt, die ihn zum Siechenhaus zurückbrachten, wo Radegundis beigesetzt wurde (sog. „Gespannwunder“).
An der Stelle der Beisetzung wurde eine Kapelle errichtet, die um 1450 mit Privilegien bedacht wurde und sich zu einer Wallfahrtsstätte entwickelte. Um 1520 ließ der Kardinal Matthäus Lang eine gotische Kirche errichten und 1521 eine Gedenkmünze mit der Umschrift „ORA PRO NOBIS DEUM SANCTA VIRGO RADIANA“ prägen.
Anfang des 19. Jahrhunderts wurde dieses Radegundis-Kirchlein durch einen Sturm zerstört. Reichsfürst Anselm Maria Fugger ließ die Gebeine mit einem Großteil der Ausstattung 1812 „in aller Stille“ nach Waldberg überführen, wo sie nun unter dem Hochaltar der Kirche ruhen. Waldberg wurde neuer Wallfahrtsort zur hl. Radegundis. Ihr Fest, 1819 erstmals gefeiert, findet am vierten Sonntag nach Pfingsten statt.

## Radegundis in der bildenden Kunst
1521 schuf Hans Burgkmair der Ältere im Auftrag des Kardinals Matthäus Lang drei Holzschnitte, auf denen Radiana von zwei Wölfen angefallen wird.
Fünfzehn Gemälde (Öl auf Leinwand) zur Radegundislegende wurden zwischen 1682 und 1691 von Graf Anton Joseph Fugger und anderen Adelsfamilien gestiftet und befinden sich in der Kirche von Waldberg im Landkreis Augsburg.